# صحيفة سبق الإلكترونية
صحيفة سبق الإلكترونية صحيفة إلكترونية سعودية شاملة، تأسست في العام 2007، وبحسب إحصاء الموقع العالمي أليكسا حلت صحيفة سبق الإلكترونية في المركز الأول بين المواقع الإخبارية السعودية من حيث عدد الزيارة في السعودية.

## تأسيس الصحيفة
كان علي الحازمي (رئيس التحرير) يعمل في إحدى الصحف الإلكترونية والتي مازالت قائمة إلى الآن، وكانت لديه الرغبة في تأسيس منبر إعلامي برؤية جديدة تحمل نوع من الجرأة في الطرح وتلامس هموم المجتمع فنبعت فكرة سبق فتم اختيار الاسم وحجز النطاق والاستضافة الخاصة بالصحيفة خلال ساعة واحدة، وبعدها أجرى اتصالاته بزملائه في الوسط الإعلامي وعرض عليهم مشروعه فرحبوا بهذه الفكرة.

## إدارة موقع الصحيفة
يعتمد الموقع في إدارته للمحتوى على مشرف عام ويساعده في الإدارة عدد من المشرفين يتابعون إدارة التعليقات ومتابعة المحتوى وتحديث الأخبار بدون اعتماد نهائي ليتولى المشرف العام اعتماد الخبر.

## جوال سبق
خدمة «جوال سبق» هي إحدى الخدمات التي تقدمها صحيفة سبق لزوارها ومن خلال هذه الخدمة يتم تمييز المشتركين فيها بسرعة وصول الخبر لهم قبل نشره، ومواكبة الأحداث لحظة وقوعها، وقد وجدت هذه الخدمة الرواج والإقبال من زوار سبق.